# Tastenwelt
tastenwelt ist ein seit 1994 publiziertes deutsches Special-Interest-Magazin für Keyboarder. Zielgruppe der Zeitschrift sind Keyboarder in Bands, dazu Keyboard-Entertainer und Digitalpianisten. Ergänzend zum Heft finden sich auf der Homepage regelmäßig Hörbeispiele von Gerätetests und Workshops zum Download. Der inhaltliche Schwerpunkt liegt auf Tests, Kaufberatung, Spiel- und Bühnenpraxis. Einzelne Ausgaben von tastenwelt enthalten eine CD mit wechselnden Inhalten.

## Rubriken
- News: Die Neuheiten-Rubrik gliedert sich in Produktvorstellungen und aktuelle Meldungen aus der Musik- und Pro-Audio-Szene.
- Showbiz: Im Magazinteil finden sich Musiker- und Bandporträts, ergänzt durch eine Service-Rubrik mit musikrechtlichen Themen.
- Tasten: Die Tasten-Rubrik ist untergliedert in Tests (Arranger-Keyboards, Synthesizer, Workstations, Digitalpianos etc.), Wissen (Experten-Interview) und Workshops zur Spielpraxis mit elektronischen Tasteninstrumenten.
- Bühne: Die Bühnen-Rubrik ist analog zur Tasten-Rubrik aufgebaut – mit Tests (PA-Systeme, Bühnenelektronik, Live-Recording, Mikrofone etc.), Experten-Interview und verschiedenen Praxis-Workshops.
- Software: Im Software-Teil werden Programme für Musiker vorgestellt – die Bandbreite reicht vom virtuellen Klangerzeuger bis zum Notensatzprogramm.
- Special: Der Sonderteil jeder Ausgabe beschäftigt sich mit wechselnden Themenschwerpunkten; in der Regel handelt es sich dabei um eine Mischung aus Kaufberatung, Hintergrundwissen und praktischen Tipps.

## Erscheinungsweise
Die Zeitschrift erscheint zweimonatlich bei PPV Medien. Zudem kommt mit „tastenwelt EXTRA“ ein Sonderheft pro Jahr auf den Markt; der inhaltliche Schwerpunkt wechselt jeweils zwischen tasten- und bühnenbezogenen Themen. Die Heftauflage liegt laut Mediadaten 2010 bei 25.000 Exemplaren, die über Abonnements, Kioskverkauf und den Musikalienhandel vertrieben werden.